# 煎茶

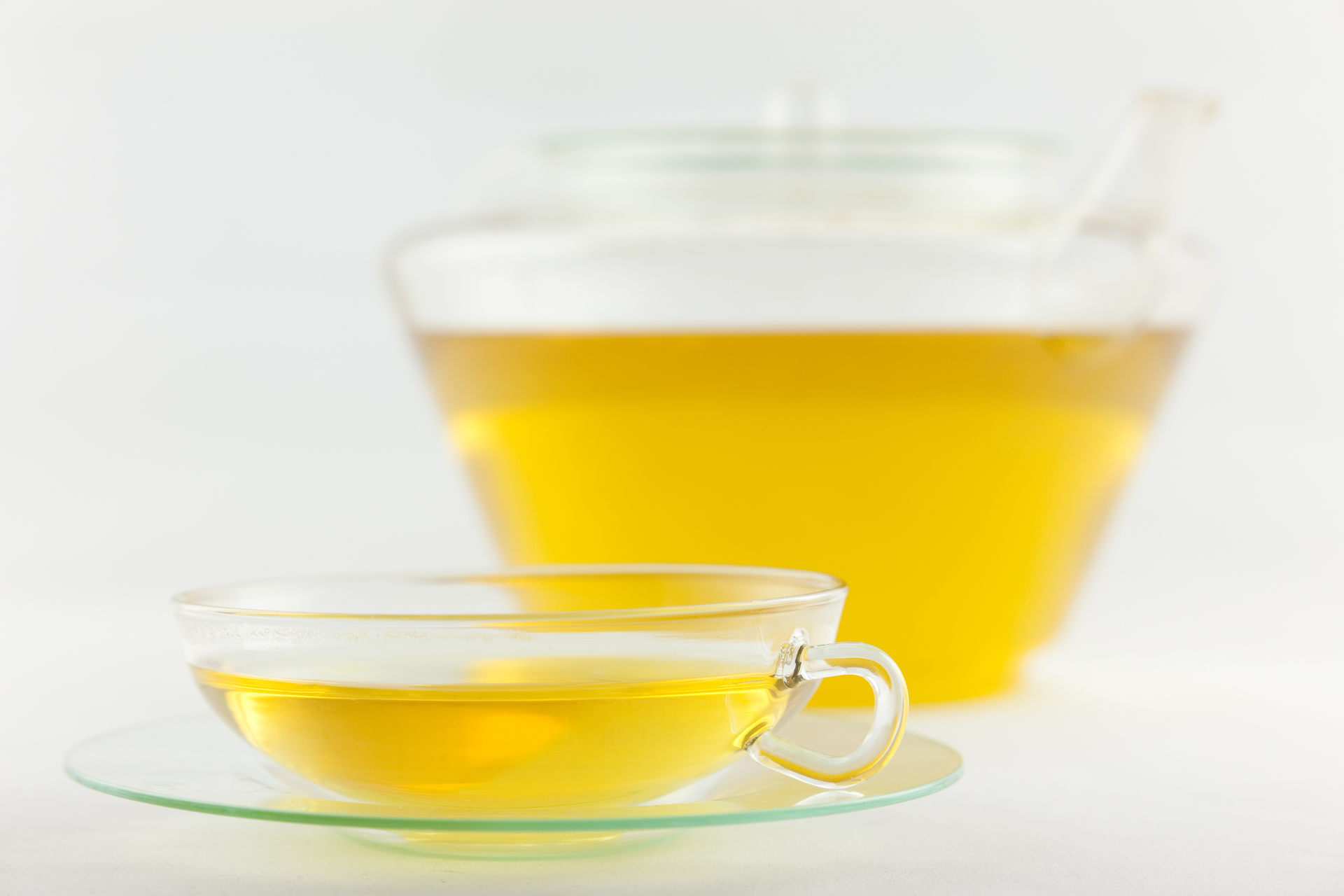
煎茶の水色

煎茶（せんちゃ）は、日本で作られる緑茶の製法の1つ。

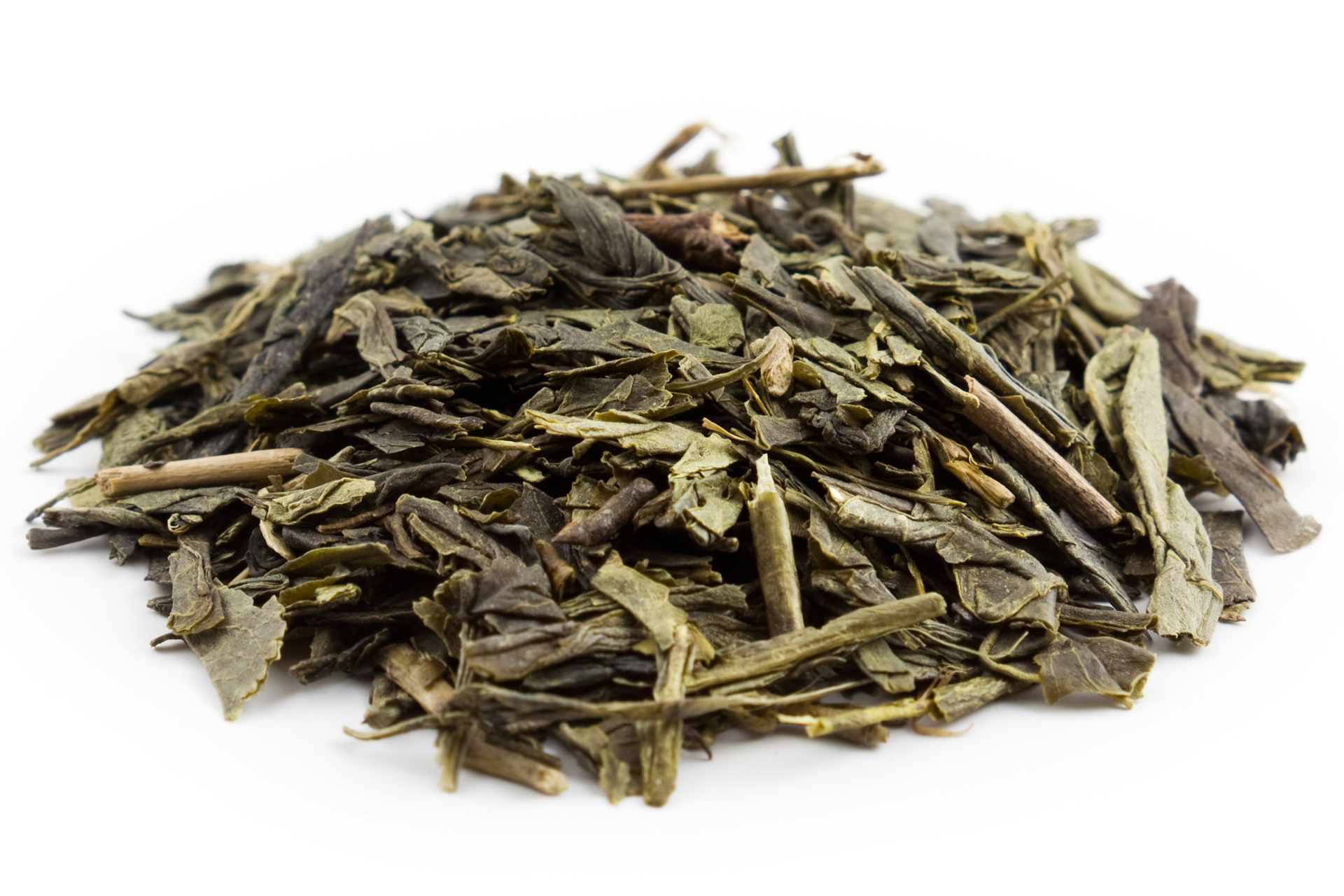
煎茶の茶葉

広義には深蒸し煎茶を含み、深蒸し煎茶を含まない狭義の煎茶を区別のため普通煎茶と呼ぶ事もある。
さらに広義には抹茶のような挽いて作る茶の対義語として用い、玉露（高級品）と番茶（低級品）を含み、これら２つの間に挟まる中級のものが通常の意味での煎茶である。
煎茶は中国の同種の茶種が江戸時代前期に明から日本に伝わって発展したものである。
日本の煎茶と中国緑茶は茶葉の発酵を止める（殺青）方法が異なり、日本では蒸熱（蒸す事）により茶葉の酵素を失活させて製造するのに対し、中国では釜で炒って加熱する方法が一般に用いられる。
なお少数ではあるが日本にも釜炒り茶が存在し、釜炒り製玉緑茶がこれに相当する。

## 定義
公益社団法人日本茶業中央会は以下のように煎茶を定義している：
茶葉を蒸熱、揉捻、乾燥して製造したもの—公益社団法人日本茶業中央会、緑茶の表示基準 表１ 名称
一方、深蒸し煎茶は下記のように定義されているため、深蒸し煎茶は煎茶に含まれない：
煎茶と同様な製造で、茶葉の蒸し時間を煎茶の 2 倍以上の時間で製造したもの—公益社団法人日本茶業中央会、緑茶の表示基準 表１ 名称
消費者庁の食品表示企画課による食品表示基準Ｑ＆Ａにおいても、上記と同一の分類が採用されている。

それに対し全国茶生産団体連合会・全国茶主産府県農協連連絡協議会の説明では深蒸し煎茶も煎茶の一種としており、深蒸し煎茶を含まない狭義の煎茶を普通煎茶と呼んでいる。
さらに広義には抹茶のような挽いて作る茶の対義語として用い、玉露（高級品）と番茶（低級品）を含み、これら２つの間に挟まる中級のものが通常の意味での煎茶である。

## 名称の由来
最初に茶が日本に伝わった平安初期には茶葉を煮出して飲む「煎茶法」（せんちゃほう。烹茶法（ほうちゃほう）とも）で茶を飲むのが一般的で、「煎茶」の名称はこの手法による。
しかし今日では煎茶はその名に反し、茶葉を湯に浸してそのエキスを飲む「淹茶法」（えんちゃほう）で飲むのが一般的である。この方法は江戸時代前期に明から伝わったものである。

## 淹れ方・飲み方
急須に茶葉を入れ、お湯を注ぐ。一定時間待ち、急須から茶碗に少しずつ順番に注ぐ。この際の湯量・湯温・茶葉の量・待ち時間の目安は緑茶#淹れ方を参照。
水出し緑茶（冷茶）は、急須に茶葉を多めに入れ、冷水を注いで5分待つ。専用のティーバッグを使う、お湯で淹れて氷に注ぐ方法もある。

## 製法
煎茶、玉露、抹茶の製法は以下の通りである：
|              | 茶農家の作業 | 茶農家の作業   | 茶農家の作業   | 茶農家の作業   | 茶農家の作業   | 茶農家の作業   | 茶農家の作業   | 茶農家の作業             | 茶問屋の作業             | 茶問屋の作業             | 茶問屋の作業             | 茶問屋の作業 |
| 茶園での工程 | 茶園での工程 | 荒茶の製造工程 | 荒茶の製造工程 | 荒茶の製造工程 | 荒茶の製造工程 | 荒茶の製造工程 | 荒茶の製造工程 | 仕上げ加工工程（典型例） | 仕上げ加工工程（典型例） | 仕上げ加工工程（典型例） | 仕上げ加工工程（典型例） |              |
| 覆下栽培     | 摘採         | 蒸し           | 冷却           | 揉み           | 乾燥           | 選別           | 煉り乾燥       | 切断・選別               | 乾燥                     | 合組                     | 臼挽き                   |              |
| ------------ | ------------ | -------------- | -------------- | -------------- | -------------- | -------------- | -------------- | ------------------------ | ------------------------ | ------------------------ | ------------------------ | ------------ |
| 煎茶         | －           | ◯              | ◯              | ◯              | ◯              | ◯              | －             | －                       | ◯                        | ◯                        | ◯                        | －           |
| 玉露         | ◯            | ◯              | ◯              | ◯              | ◯              | ◯              | －             | －                       | ◯                        | ◯                        | ◯                        | －           |
| 抹茶         | ◯            | ◯              | ◯              | ◯              | －             | ◯              | ◯              | ◯                        | ◯                        | ◯                        | －                       | ◯            |

機械を使った煎茶の製法の各工程は下記のとおりである。参考のため手揉みでの製法の名称も載せた。
|                | 工程          | 工程               | 工程                | 概要 | 目的 |
| 名称           | 名称          | 手揉みの場合の名称 |                     | 概要 | 目的 |
| -------------- | ------------- | ------------------ | ------------------- | --- | --- |
| 荒茶製造工程   | 蒸熱 （蒸し） | 蒸熱 （蒸し）      | 蒸熱 （蒸し）       | 生葉を蒸す。 蒸し時間は普通煎茶では30～40秒程度、深蒸し煎茶では60～120秒程度。 撹拌しながら蒸すものと、撹拌せずベルトコンベアーで運びながらむすものがあるが、葉が柔らかい深蒸し煎茶の場合は葉が細かくなりすぎないよう後者を使う。 | 熱で生葉の酵素を失活 生葉の青臭さや悪臭を除去 葉を柔らかくする                                                        |
| 荒茶製造工程   | 揉み          | 粗揉               | 葉振るい            | 熱風を当てて撹拌しながら揉む | 葉の水分を均一に蒸発                                                                                                  |
| 荒茶製造工程   | 揉み          | 揉捻               | 回転揉み            | 熱を加えずに揉む | 葉より乾きにくい茎から水分を揉み出し、水分を均一にする                                                                |
| 荒茶製造工程   | 揉み          | 中揉               | 揉み切り （中揉み） | 塊をほぐしながら、自然に塊がほどけるくらいまで熱風で乾燥。 | 葉を揉みながら乾燥し、 よりながら長くする                                                                             |
| 荒茶製造工程   | 揉み          | 精揉               | 転繰揉み            | 揉圧盤で徐々に押しながら乾燥 | 「茶の形状を針状に伸ばす」                                                                                            |
| 荒茶製造工程   | 揉み          | 精揉               | こくり              | 揉圧盤で徐々に押しながら乾燥 | 「茶の形を整え、光沢を出す」                                                                                          |
| 荒茶製造工程   | 乾燥          | 乾燥               | 乾燥                | 水分が5%程度まで乾燥 | |
| 仕上げ加工工程 | 切断・選別    | 切断・選別         | 切断・選別          | 粉、小さな破片、茎などを篩で除去。 大きすぎる葉を切断。 | |
| 仕上げ加工工程 | 乾燥          | 乾燥               | 乾燥                | 形状や大きさで分別したあと、適切な温度で火入れして乾燥。 火入れは鉄製ドラムで直火で加熱する方法と遠赤外線で加熱する方法がある。                                                                                                   | 新茶・上級茶の場合は低温で火入れして新鮮な低温で香りを残す。 中級茶・番茶の場合は高温で火入れして香ばしい臭いを出す。 |
| 仕上げ加工工程 | 合組          | 合組               | 合組                | 複数の茶をブレンドする。 | 品質を整える。 |

## 歴史

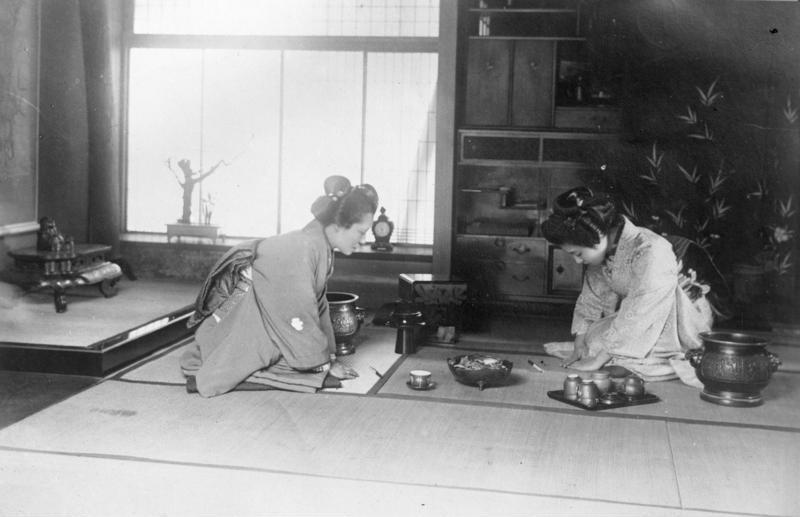
お茶を挟んで挨拶する女性。1931年

当初の「煎茶」は文字通り「煎じる茶」の意味で、茶葉を湯で煮出すことによって成分を抽出するため今日のように急須で手軽に淹れられるものではなかった。中世以降の日本における茶の服用方法には「煎じ茶」と茶葉を臼ですりつぶした「挽茶」があり、当初は摘んだ茶葉を蒸すか湯がくかして酸化酵素の働きを止め日光と焙炉（ほいろ）により乾燥させるものだったが、近世には「揉み」の行程が入るようになっていった。永谷宗円が青製煎茶製法を開発したことにより現在の煎茶の製法が確立・普及し、山本嘉兵衛（山本山の創業者）が江戸で煎茶の商業的成功に至ったことにより、急須で出せる茶（「だし茶」）は現在の日本茶の主流となっている。
明治時代以降、手揉みにかわる能率的な機械製法が考案され、現在では蒸熱、粗揉、揉捻、中揉、精揉、乾燥の6工程で製造されている。品質としては形状が細く針状のものを良とし、香気は特に一番茶新芽の新鮮な香りを保持したものが良い。また、滋味には特有の旨味と適度な渋みのバランスが重要である。このような品質上の特性を重視することから、その製造工程においては茶葉の短時間の蒸熱とそれに続く低温乾燥というきめ細かな注意が払われている。